# Herramienta de gestión empresarial
Se entiende que las herramientas de gestión empresarial son todos los sistemas, aplicaciones, controles, soluciones de cálculo, metodología, etc., que ayudan a la gestión de una empresa en los siguientes aspectos generales:
- Herramientas para el registro de datos en cualquier departamento empresarial.
- Herramientas para el control y mejora de los procesos empresariales.
- Herramientas para la consolidación de datos y toma de decisiones.

Así, entenderemos que si segmentamos la empresa en sus diferentes departamentos genéricos, tendremos herramientas que ayudarán a gestionar, organizar, dirigir, planificar, controlar, conocer, etc., cada uno de los departamentos y las relaciones entre ellos y el mundo exterior.

## Herramientas
Hoy en día, las herramientas de gestión han evolucionado drásticamente en la última década gracias a los rápidos avances tecnológicos, tan rápidos que es difícil seleccionar las mejores herramientas comerciales para cualquier situación en cualquier empresa. Esto se debe a una lucha interminable por reducir los costos y aumentar las ventas, la voluntad de comprender las necesidades de los clientes y la lucha por entregar los productos que satisfacen sus necesidades de la manera que requieren.
En este escenario, los gerentes deben adoptar una actitud estratégica hacia las herramientas de gestión empresarial en lugar de optar por la última herramienta. Por lo general, los gerentes confían en las herramientas sin ninguna adaptación, lo que conduce a una situación inestable. Las herramientas de gestión empresarial deben seleccionarse cuidadosamente y luego adaptarse a las necesidades de la organización y no al revés.

### Más utilizadas
En 2013, una encuesta realizada por Bain & Company mostró cómo se utilizan las herramientas comerciales en todo el mundo. Estas herramientas reflejan cómo sus resultados contribuyen a las necesidades de cada región, considerando la caída y la situación del mercado de las empresas. Las diez principales incluyen:
- Planificación estratégica
- Gestión de relaciones con los clientes
- Encuestas de participación de empleados
- Benchmarking
- Balanced scorecard
- Competencia central
- Externalización
- Programas de gestión del cambio
- Gestión de la cadena de suministro
- Declaración de misión y visión
- Segmentación de mercado
- Gestión de la calidad total
- Planificación de recursos empresariales (ERP)

## Plataformas informáticas interconectadas

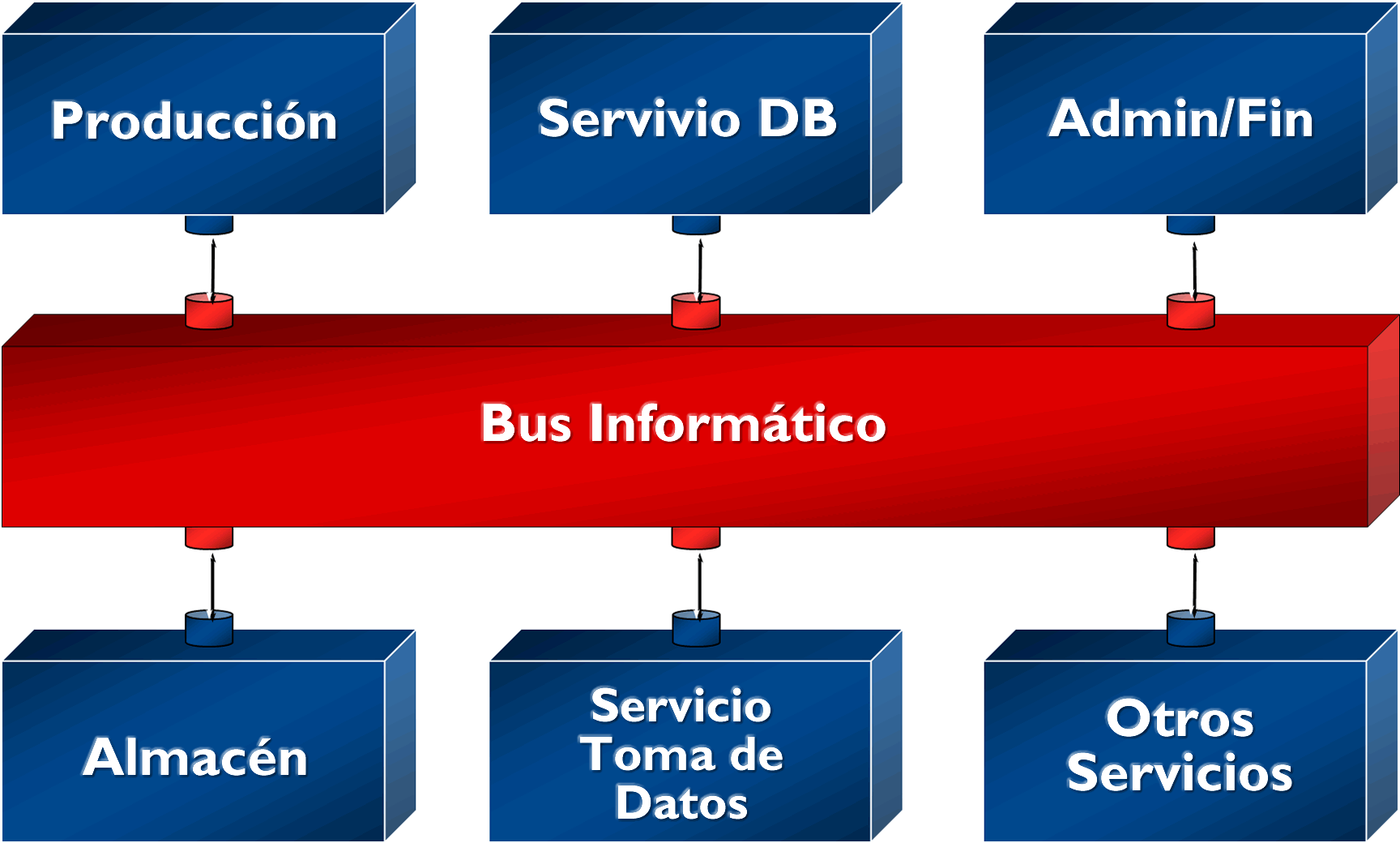
Arquitectura Orientada a Servicios

El software o conjunto de programas informáticos utilizados por usuarios comerciales para llevar a cabo diversas operaciones comerciales se denomina software empresarial (o una aplicación comercial). Estas aplicaciones comerciales se utilizan para aumentar la producción, medir la producción y llevar a cabo diversas otras tareas de la empresa con precisión.
Comenzó con los sistemas de información de gestión y se extendió a los sistemas de planificación de recursos empresariales. Luego se agregó la gestión de relaciones con los clientes a la solución y finalmente todo el paquete se trasladó al espacio de gestión empresarial en la nube.
Aunque existe una correlación real entre los esfuerzos de TI y el rendimiento de las organizaciones, dos elementos clave son fundamentales para agregar valor a la suma; estos son la efectividad de la implementación y el proceso adecuado de selección y adaptación de herramientas.
Uno de los grandes impulsores de la creciente diversidad de herramientas para la gestión de la empresa corresponde a las formas de interaccionar entre diversas plataformas informáticas heterogéneas, lo que se denomina como arquitectura orientada a servicios (SOA, por sus iniciales en inglés). Estas posibilitan que los sistemas de gestión empresariales puedan estar segmentados por módulos, cada uno de ellos con una funciones específicas y programados con los lenguajes más adecuados para su trabajo.
Cuando alguno de estos módulos necesita algún dato de otro, le solicita un servicio que el solicitado provee. Los siguientes enlaces muestras diferentes formas y ejemplos para la solicitud de servicios y respuestas:
- Simple Object Access Protocol (SOAP)
- Servicio web
- XML
- Middleware

El paradigma de plataforma como arquitectura se ha demostrado como una herramienta confiable y eficiente para las empresas que buscan una transformación digital efectiva. La existencia de una estructura en la plataforma dentro de las organizaciones proporciona un medio eficiente para liberar a los gestores de cartera de tareas operativas, permitiéndoles enfocarse más en la investigación y la toma de decisiones estratégicas. Dentro de este marco, surge el concepto de "Business-as-a-Factory", enfatizando la combinación sinérgica de valor derivado tanto de las máquinas como de la experiencia humana, con la mejora de las máquinas posicionada en su núcleo.
De manera similar, arquitecturas transformadoras como el paradigma de Plataforma como Arquitectura (PaaS) han revolucionado la forma en que las empresas operan, y la industria financiera no es una excepción. Se espera observar un notable crecimiento en este campo en los próximos años.